# 烏亭焉馬
烏亭 焉馬（うてい えんば、寛保3年（1743年）- 文政5年6月2日（1822年7月19日））は、江戸時代後期の戯作者・浄瑠璃作家。式亭三馬や柳亭種彦などを庇護し、落語中興の祖とも言われる。本名は中村英祝。和泉屋和助の通称があったが、住まいの相生町の竪川をもじった「立川焉馬」や、親交のあった5代目市川団十郎をもじって「立川談洲楼（たてかわだんしゅうろう）」または「談洲楼焉馬」と名乗ることもあった。また、狂歌においては、大工道具をもじった「鑿釿言墨曲尺（のみのちょうなごんすみかね）」の号を用いることもあった。

## 経歴
本所相生町（現・緑1丁目）の大工の棟梁の子として生まれ、後に幕府・小普請方を務める。大工として大田南畝宅を手がけたほか、足袋や煙管・仙女香も扱った。俳諧や狂歌を楽しむ一方、芝居も幼い頃から好きで、自ら浄瑠璃を作るほどであった。4代目鶴屋南北との合作もあり、代表作に浄瑠璃『花江都歌舞伎年代記』『太平楽巻物』『碁太平記白石噺』などがある。
1783年（天明3年）柳橋河内屋で、自作の戯文『太平楽記文』を朗誦した後、落咄を演じて好評を博す。1786年（天明6年）に町大工の棟梁になり、向島の料亭武蔵家権之方で「噺の会」を主宰したことから、落語に関わりを持つようになる。「噺の会」は素人が新作の落とし噺をする会で、そこから自作自演の噺が流行し、四方赤良・鹿都部真顔・朱楽菅江・大屋裏住・宿屋飯盛・竹杖為軽等の様々な狂歌師や落語家が登場することになり、衰退しつつあった江戸落語の再興に至る。また、団十郎を後援する三升連（みますれん）を結成したが、「噺の会」とともに口演の普及につながった。
- 1822年（文政5年）、80才で死去し、本所表町の最勝寺に葬られた[1]。

門弟には朝寝房夢羅久、初代立川談笑、談語楼銀馬、2代目朝寝坊むらく、初代三遊亭圓生、2代目焉馬等がいる。

### 門弟[5]
- 談語楼銀馬
  - 2代目 立川銀馬
- 初代 立川談笑
- 2代目 立川談笑
- 朝寝房夢羅久 (初め三笑亭可楽門下)
- 初代 立川金馬 (後の2代目朝寝坊むらく)
  - 2代目 立川金馬 (初め雷門助六門下)
  - 初代 立川善馬
    - 2代目 立川善馬

  - 立川一馬
  - 立川金助 (『昔噺連名』(弘化3年)、『昔ばなし』(嘉永4年)に記載がある立川我童と見られる[5])

- 立川焉笑（後に独立、初代三遊亭圓生となる）
- 2代目 立川焉馬
- 立川白馬
  - 2代目 立川白馬
  - よし原里八

### 門人分[5]
- 桜川慈悲成

## 2代目以降
- 2代目（寛政4年（1792年、逆算） - 文久2年（1862年）7月23日）本名は山崎嘗（甞）次郎。

江戸八丁堀与力山崎助左衛門の子。通称を助右衛門。遊蕩で家督を弟に譲り深川に隠棲し気楽に過ごしているうちに初代の門下で焉幸を名乗るようになり、文政11年（1828年）4月に2代目焉馬を襲名。『八犬義士誉勇猛』の作者であったが咄の会などに出ることはなく、立川の家元を称し番付の発行に尽力、一時、近松門左衛門、蓬萊山人帰橋を勝手に継いだり相撲の行事になったこともある。別号「松寿庵永年」「七国楼」また「猿猴坊月成」の名で春本も残す。門弟には2代目談笑、初代五明楼玉輔等がいる。
- 3代目（生年不詳 - 明治3年（1870年）12月1日）本名木本佐一郎。

徳川家の直参で本職は日枝山王社の神宮。2代目の門弟の剣馬が1864年頃に3代目焉馬を襲名。狂歌を嗜んだ。
- 4代目は2代目三遊亭圓橘。

## その他焉馬
代々とは別に初代の門弟の焉幸が地方のみ名乗ることが許された田舎焉馬がいる。この焉馬は別名「旅焉馬」「道中焉馬」ともいう。また、その弟子の初代桂文吾が焉馬を襲名している。

## 校訂本
- 『花江都歌舞妓年代記』正宗敦夫編纂校訂、現代思潮社、1978年